# گو یائویائو
گو یائویائو (انگلیسی: Gu Yaoyao؛ زادهٔ ۲۲ نوامبر ۱۹۹۵) بازیکن زن راگبی ۷ نفره اهل چین است.
وی در مسابقات کشوری و بین‌المللی در مجموع برندهٔ ۱ مدال طلا شده‌است.